# Vereeniging
Vereeniging é uma cidade da Província de Gauteng, África do Sul, com mais de 350 mil habitantes. Faz parte da região do  Triângulo do Vaal e ficava antigamente na Província do Transvaal. O seu nome significa "associação" ou "união" em africânder.

## História
A cidade foi fundada em 1892 e situa-se nas margens da curva norte do Rio Vaal. Muito do seu crescimento inicial se deveu às minas de carvão próximas.
A cidade é famosa por ali ter sido negociado o Tratado de Vereeniging, que terminou a Segunda Guerra Boer (1899-1902). Durante este conflito, os militares britânicos mantiveram um campo de concentração nas redondezas.
Perto de Vereeniging situa-se a comunidade de Sharpeville, predominantemente negra, onde se deu o Massacre de Sharpeville em 1960.

## O presente
A cidade é actualmente um dos mais importantes centros de manufactura na África do Sul, produzindo principalmente ferro, aço, tubagens, tijolos, ladrilhos e carbonato de cálcio. Ainda existem diversas minas de carvão na região, cujas reservas estão estimadas em 4 mil milhões de toneladas. Outras minas na região produzem barro, sílica e pedra para construção.
Vereeniging conta com diversas centrais termoeléctricas da Eskom, que fornecem electricidade às minas de ouro próximas.
Desde 1999 que Vereeniging faz parte do Município de Emfuleni.

## Factos interessantes
- F. W. de Klerk foi eleito pela primeira vez para o Parlamento sul-africano em 1969 como representante de Vereeniging.
- Apesar de ter o nome de Vereeniging, o Tratado de Vereeniging apenas foi negociado ali; a assinatura teve lugar em Melrose House, Pretória.